# Messier 5
Messier 5 (také M5 nebo NGC 5904) je kulová hvězdokupa v souhvězdí Hada. Objevil ji Gottfried Kirch se svou manželkou 5. května 1702. Je to nejjasnější kulová hvězdokupa severní oblohy.

## Pozorování

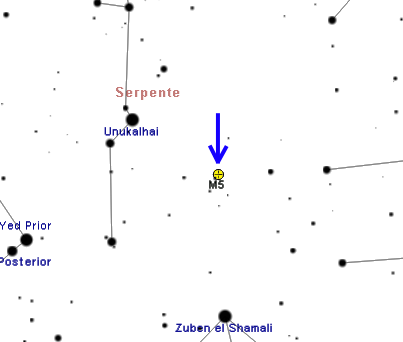
Poloha M 5 v souhvězdí Hada.

M5 je za velmi dobrých světelných podmínek obtížně viditelná pouhým okem jako slabá „hvězda“ v blízkosti hvězdy 5 Serpentis. Triedr či malý dalekohled hvězdokupu ukáže jako mlhavý obláček bez hvězd,
ale s větším dalekohledem je možné rozlišit v ní některé hvězdy, z nichž nejjasnější jsou zdánlivé hvězdné velikosti 12,2 mag.
2,5° jižně od M5 leží kulová hvězdokupa Palomar 5, která je ovšem mnohem vzdálenější a slabší - má hvězdnou velikost 11,8 mag a průměr 6,9′. 3° západně od M5 také leží několik slabých vzdálených galaxií, z nichž nejjasnější je NGC 5846,
ale ty jsou vidět až většími dalekohledy.

## Historie pozorování
Hvězdokupu M5 objevil německý astronom Gottfried Kirch 5. května 1702, když se svou manželkou pozoroval kometu. Popsal ji jako „mlhavou hvězdu.“ Charles Messier ji nezávisle spoluobjevil 23. května 1764, ale domníval se, že je jedná o mlhovinu bez hvězd. V roce 1791 v ní William Herschel jako první rozlišil jednotlivé hvězdy. Napočítal jich okolo dvou set a poznamenal, že střed je tak hustý, že není možné rozeznat jednotlivé hvězdy.

## Vlastnosti
M5 má průměr 165 světelných let a patří tedy mezi větší kulové hvězdokupy. Oblast gravitačního vlivu hvězdokupy (tj. objem prostoru, ve kterém gravitační vazba hvězdokupy převládá nad gravitační silou Mléčné dráhy, která se snaží vytrhnout hvězdy z hvězdokupy) má poloměr přibližně 200 světelných let.
Její stáří je přibližně 13 miliard let, jedná se tedy o jednu ze starších hvězdokup Mléčné dráhy. Nachází se ve vzdálenosti 23 800 až 24 500 světelných let od Země a obsahuje více než 100 tisíc hvězd, podle některých odhadů až 500 tisíc hvězd.

## Zajímavé hvězdy

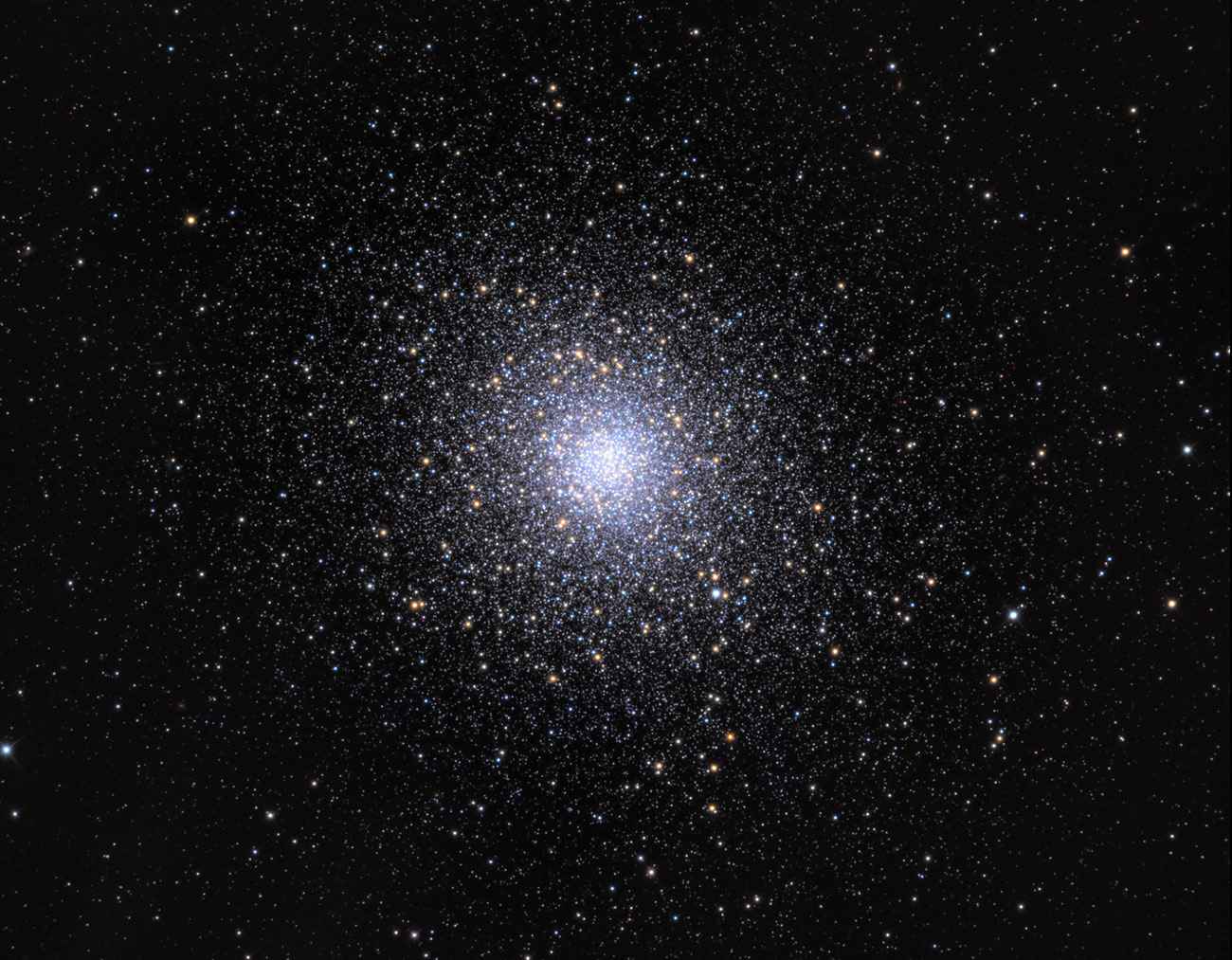
M5 na širokoúhlém snímku. Autor: Adam Block

V kulové hvězdokupě bylo objeveno 105 proměnných hvězd, z nichž 97 patří mezi proměnné hvězdy typu RR Lyrae. Proměnné hvězdy typu RR Lyrae jsou pravidelně pulsující proměnné hvězdy, jsou podobné cefeidám a mohou být použity pro měření vzdáleností ve vesmíru, protože vztah mezi jejich svítivostí a délkou periody je dobře znám. Nejjasnější a nejsnáze pozorovatelná proměnná hvězda v M5 mění zdánlivou hvězdnou velikost v rozmezí 10,6 až 12,1 a její svítivost se mění v periodě 25,738 dne. Druhá proměnná hvězda má hvězdnou velikost 10,8 až 12,3 a délka její periody kolísá kolem hodnoty 26,42 dne.
Mezi proměnnými hvězdami této hvězdokupy je také jedna trpasličí nova. Trpasličí novu obsahují i kulové hvězdokupy Messier 30 a NGC 6712.